# Pentaquark
Un pentaquark es una partícula subatómica hipotética compuesta por un grupo de cinco, cuatro quarks y un antiquark ligados juntos, por lo que es rara respecto a los tres quarks normales de los bariones y a los dos de los mesones.
Más precisamente, un pentaquark está compuesto por cuatro quarks en parejas llamadas diquark y de un antiquark. Cada quark tienen un número de barión de +1⁄3, y los antiquarks de −1⁄3. Por esto tiene un número bariónico próximo a 1 = (4 × 1/3 - 1/3) representado por Θ. En resumen, el pentaquark tendría un número bariónico total de 1, y así sería un barión
Más aún, porque tiene cinco quarks en vez de los habituales tres encontrados en bariones regulares (también conocidos 'triquarks'), es clasificado como un barión exótico, nueva clasificación destinada a contener a los pentaquarks y a otras posibles partículas. El nombre pentaquark fue acuñado por Harry J. Lipkin en 1987, a pesar de que la posibilidad de partículas de cinco quarks fue postulada tan temprano como en 1964 cuándo Murray Gell-Mann postuló por primera vez la existencia de quarks. A pesar de que fue pronosticado por décadas, los pentaquarks han probado ser sorprendentemente difíciles de descubrir y algunos físicos empezaban para sospechar que una ley desconocida de la naturaleza impedía su producción.
Fuera de los laboratorios de física de partículas, los pentaquarks también podrían ser producidos naturalmente por supernovas como parte del proceso de formar una estrella de neutrones. El estudio de los pentaquarks podría ofrecer ideas de cómo se forman estas estrellas, así como permitir a los científicos un mejor estudio de la fuerza fuerte y de las interacciones de partículas.

## Contexto
Un quark es un tipo de partícula elemental que tiene masa, carga eléctrica y carga de color, así como una propiedad adicional llamada sabor, el cual describe qué tipo de quark es (arriba, abajo, extraño, encanto, cima o fondo). Debido a un efecto conocido como confinamiento de color, los quarks nunca son vistos en sí mismos. En cambio, forman partículas compuestas conocidas como hadrones de modo que sus cargas de color se anulan mutuamente. Los hadrones conformados por un quark y un antiquark son conocidos como mesones, mientras que aquellos compuestos de tres quarks son conocidos como bariones. Estos hadrones "regulares" están bien documentados y caracterizados, aun así, nada hay en teoría que impida a los quarks formar un hadron exótico, como los tetraquarks con dos quarks y dos antiquarks o los pentaquarks con cuatro quarks y un antiquark.

## Estructura

Un esquema del tipo de pentaquark P posiblemente descubierto en julio de 2015, que muestra los sabores de cada quark y la configuración de color posible.

Una amplia variedad de pentaquarks es posible, con diferentes combinaciones de quarks que producen diferentes partículas . Para identificar qué quarks componen un pentaquark dado, los físicos utilizan la notación qqqqq, donde q y q respectivamente se refieren a cualquiera de los seis sabores posibles de quarks y antiquarks. Los símbolos u, d, s, c, b, y t representan los quarks arriba, abajo, extraño, encanto, fondo y cima respectivamente, mientras los símbolos de u, d, s, c, b y t corresponden a los respectivos antiquarks. Para ejemplo un pentaquark hecho de dos quarks arriba, uno abajo, uno encanto, y un antiquark encanto sería denotado uudcc.
Los quarks están ligados juntos por la fuerza fuerte, la cual actúa de tal manera que cancela las cargas de color dentro de la partícula. En un mesón, esto significa un quark es asociado con un antiquark con una carga de color opuesta – azul y antiazul, por ejemplo– mientras que en un barión, los tres quarks tienen entre todos ellos tres cargas de color – roja, azul y verde. En un pentaquark, los colores también necesitan cancelarse recíprocamente y la única combinación factible es tener un quark con un color (p. ej. rojo), un quark con un segundo color (p. ej. verde), dos quarks con el tercer color (p. ej. azul), y un antiquark para contrarrestar el color de excedente (p. ej. antiazul).
El mecanismo de vinculación interno de los pentaquarks no está claro todavía. Pueden constar de cinco quarks estrechamente ligados juntos, pero es también posible que estén ligados más libremente y que consistan de un barión de tres quarks y un mesón de dos interactuando de forma relativamente débil entre sí, vía intercambio de piones (la misma fuerza que vincula a los núcleos atómicos) en una "molécula mesón-barión".

## Historia

### Década de los 2000
La existencia de los pentaquarks fue hipotetizada originariamente por Maxim Polyakov, Dimitri Diakonov y Victor Petrov del Instituto de Física Nuclear de San Petersburgo en Rusia durante 1997 pero su teoría fue acogida con escepticismo.
El requisito de incluir un antiquark significa que muchas clases de pentaquark son difíciles de identificar experimentalmente – si el sabor del antiquark coincide con el sabor de cualquier otro quark en el quinteto, se cancelarán y la partícula se parecerá a su primo el hadrón de tres quark. Por esta razón, las primeras búsquedas del pentaquark buscaron partículas donde el antiquark no se cancelase. Mediando la década de los 2000, varios experimentos pretendieron revelar estados de pentaquark. En particular, una resonancia con una masa de 1540 MeV/c2 (4.6 σ) fue informada por el LEPS en 2003, la partícula subatómica Θ+
. Esto coincidía con un estado de pentaquark con una masa de 1530 MeV/c2, como se había predicho en 1997.
El estado propuesto se componía de dos quarks arriba, dos quarks abajo, y un antiquark extraño (uudds). Luego de este anuncio, nueve otros experimentos independientes informaron haber visto picos estrechos de nK+
 y pK0
, con masas entre 1522MeV/c2 y 1555MeV/c2, todos con más de 4 σ. Aun cuando existieron preocupaciones sobre la validez de estos estados, el Grupo de Datos de las Partículas dio a la Θ+
 un índice de 3 estrellas (en una escala de 4), en la Revista de Física de Partículas de 2004. Otros dos estados pentaquark se reportaron aunque con baja significación estadística— la Φ−−
 (ddssu), con una masa de 1860MeV/c2 y la Θ0
c (uuddc), con una masa de 3099MeV/c2. Más tarde se halló que ambos eran efectos estadísticos más que resonancias ciertas.
Luego diez experimentos buscaron la Θ+
, pero sin resultados positivos. Dos en particular (uno efectuado en BELLE, y el otro en CLAS) tuvieron casi las mismas condiciones que los otros experimentos que afirmaron haber detectado la Θ+
 ( (DIANA y SAPHIR respectivamente). En 2006 la Revista de Física de Partículas concluyó:
No existió una confirmación de altas estadísticas de cualquiera de los experimentos originales que afirmaron haber detectado la Θ+
; ha habido dos altas repeticiones estadísticas del Laboratorio Jefferson que han mostrado claramente que las afirmaciones positivas en aquellos dos casos eran incorrectas; ha habido un número de otros experimentos de altas estadísticas, ninguno de los cuales han encontrado evidencia alguna de la Θ+
; y todos los intentos de confirmar los otros dos estados de pentaquark supuestamente detectados han conducido a resultados negativos. Parece obligatoria la conclusión de que los pentaquarks en general y la Θ+
, en particular, no existen.
En 2008 la Revista de Física de Partículas fue incluso más allá:
Existen dos o tres experimentos recientes que encuentran débil evidencia de señales próximas a las masas nominales, pero simplemente no tiene sentido su tabulación en vista de la abrumadora evidencia de que no existen los pentaquarks postulados... La historia entera—los descubrimientos mismos, la marea de papeles confeccionados por los teóricos y los fenomenólogos que siguió, y el eventual "des-descubrimiento" -es un curioso episodio en la historia de la ciencia.
A pesar de estos resultados nulos, los resultados del LEPS en 2009 continúan mostrando la existencia de un estado estrecho con una masa de 1524±4MeV/c2, con una importancia estadística de 5.1σ. Los experimentos continúan estudiando esta controversia.

### Resultados en 2015 delLHCb

Diagrama de Feynman representando la caída del barión lambda Λ en un kaon K y un pentaquark P.

Un ajuste al espectro de masa invariante J/ψp para la decadencia Λ→J/ψKp, con cada componente ajustado expuesto individualmente. La contribución de los pentaquarks se muestra por histogramas eclosionados.

La evidencia, en principio controvertida, fue demostrada gracias al Gran Colisionador de Hadrones en julio de 2015.
En julio de 2015, la colaboración LHCb identificó pentaquarks en el canal Λ0
b→J/ψK−
p, el cual representa la decadencia del barión de lambda fondo (Λ0
b) a un Mesón J/ψ (J/ψ), a un kaon (K−
) y a un protón (p). Los resultados mostraron que a veces, en vez de decaer directamente a mesones y bariones, el Λ0
b decaía vía estados intermedios de pentaquark. Los dos estados, nombrados P+
c(4380) y P+
c(4450), tuvieron importancias estadísticas individuales de 9 σ y 12 σ, respectivamente, y una importancia combinada de 15 σ — bastante para reclamar un descubrimiento formal. El análisis descartó la posibilidad de que el efecto fuera causado por partículas convencionales. Los dos estados pentaquark fueron observados decayendo fuertemente a J/ψp, por lo que tiene que tener una valencia de contenido quark de dos quark arriba, un quark abajo, un quark encanto, y un antiquark encanto (uudcc), haciéndoles pentaquarks quarkonio.
La búsqueda de pentaquarks no era un objetivo del experimento LHCb, el cual está principalmente diseñado para investigar la asimetría de materia-antimateria, y el descubrimiento aparente de pentaquarks estuvo descrito como un "accidente" y "algo con lo que nos hemos tropezado" por un portavoz del CERN.

## Aplicaciones
El descubrimiento del pentaquark permitirá a los físicos estudiar la fuerza fuerte en mayor detalle y ayudará a la comprensión de la cromodinámica cuántica. Además, las teorías actuales sugieren que algunas estrellas muy grandes producen pentaquarks cuando colapsan. El estudio de pentaquarks podría ayudar a arrojar luz sobre la física de las estrellas de neutrones.